# Käsehobel
Der Käsehobel ist ein Küchengerät zum Hobeln von Käse. Er wurde vom Norweger Thor Bjørklund (1889–1975), einem Tischlermeister aus Lillehammer, im Jahre 1925 erfunden und patentiert. Ab 1927 erfolgte die Massenproduktion.

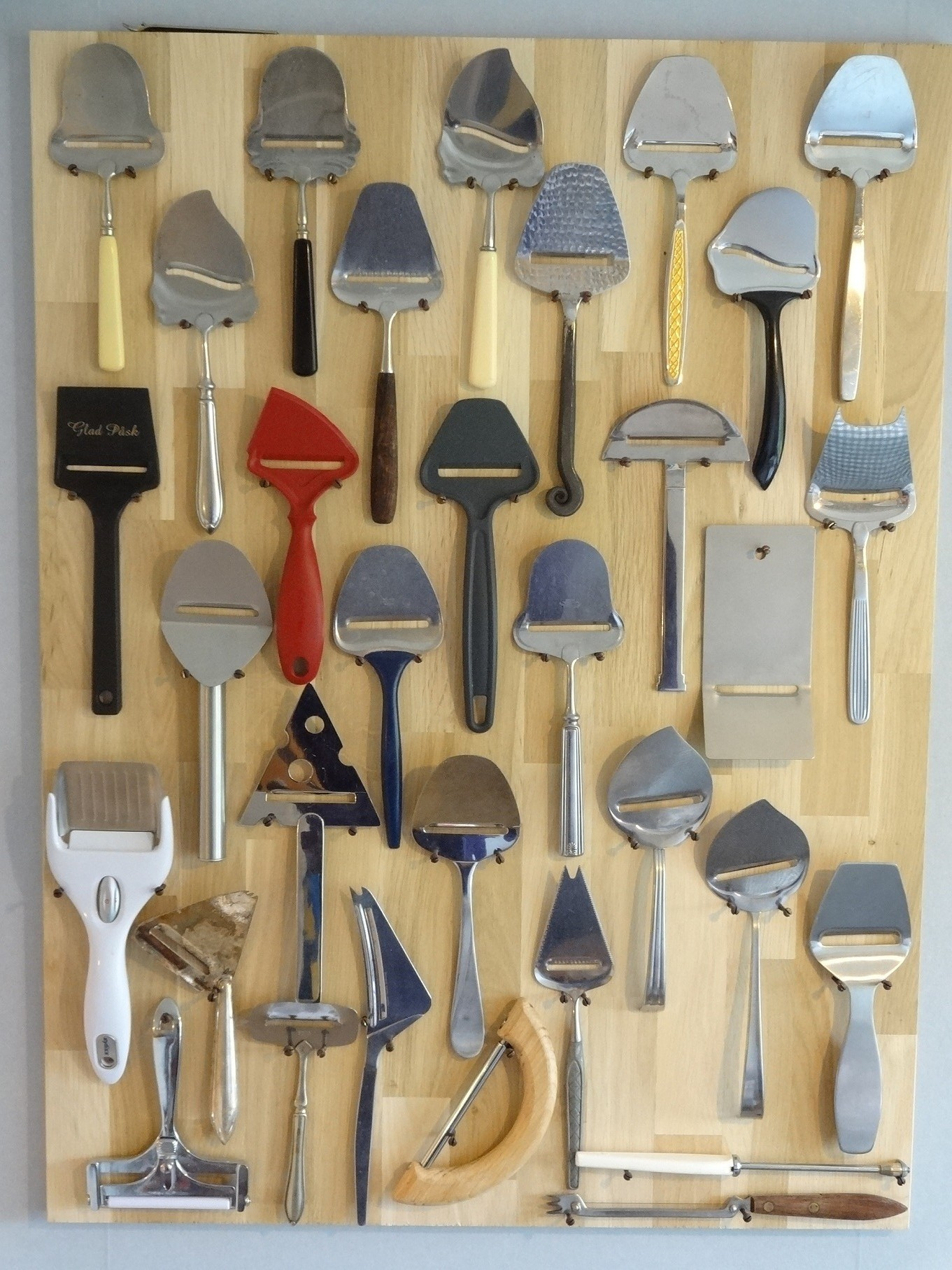
Auswahl mehrerer Käsehobel

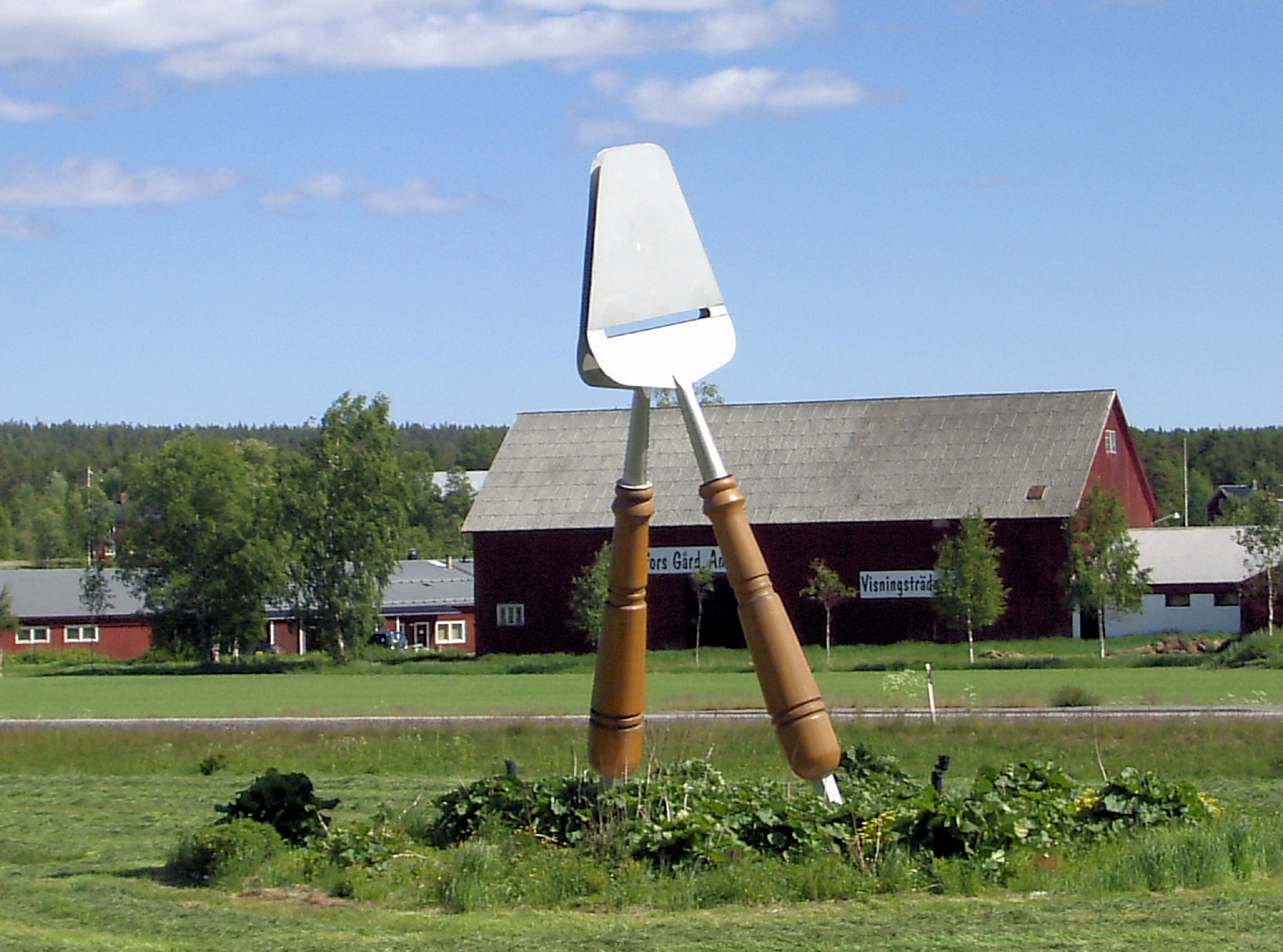
Angeblich weltgrößter Käsehobel im Ortsteil Änäset der schwedischen Gemeinde Robertsfors

## Geschichte
Bjørklund ärgerte sich, dass sich sein gern genossener typisch norwegischer Käse (brunost) mit einem Messer nie in gleichmäßige und vor allem dünne Scheiben schneiden ließ. Durch seine Arbeit mit Holzhobeln inspiriert, gestaltete er ein solches Werkzeug für den Käseschnitt. Nachdem er sich diesen Lebensmittelschneider am 10. Oktober 1925 patentieren lassen hatte, fertigte er zunächst in Kleinserie diese Küchenhelfer selbst. Der Verkaufserfolg veranlasste ihn, zusammen mit einem Geschäftspartner im Jahr 1927 die Firma Thor Bjørklund & Sønner AS in Lillehammer zu gründen. In den folgenden Jahren wurden Produktionsmethoden, Material und Design ständig verfeinert, der Absatz im Inland und Ausland stieg stetig. Wie üblich bei guten Ideen fanden sich bald Nachahmer, obwohl ein Patentschutz besteht. Doch die Marktkonkurrenten nahmen kleinste konstruktive Veränderungen vor, die vom Patent nicht geschützt waren. Auch wurde ein Gang vor Gericht von beiden Seiten nicht gescheut. Trotzdem gab es in den 1970er Jahren Käsehobel-Produzenten in großer Anzahl, die mit Dumpingpreisen agierten. So stellten Bjørklund & Sønner zwar im Jahr 1975 immerhin den 50-Millionensten Hobel her, in vielen Größen und Ausführungen. Doch 2009 musste die Firma Insolvenz anmelden. So war es dem Multi-Konzern Gudbrandsdal Industrier (GIAX) ein Leichtes, Thor Bjørklund & Sønner AS aufzukaufen. Doch er lässt an gleicher Stelle weiterhin Käsehobel unter dem bekannten Markennamen herstellen.

## Beschreibung
Käsehobel sind in den skandinavischen Ländern und in den Niederlanden weit verbreitet, da der Käseverbrauch dort groß ist. Außerdem sind die traditionellen Käsesorten in diesen Ländern hart genug, um in Scheiben gehobelt zu werden.
Der erste Hobel bestand aus mehreren kleinen Teilen und seine Herstellung erforderte fast 50 Arbeitsschritte und dauert etwa eine Stunde. Der typische Käsehobel besteht in der Regel aus einem mehr oder weniger dekorativ geformten Stahlstück mit einem stufenlos verstellbaren Messer in der Fläche. Die Dicke des Schnittgutes wird über eine Stellschraube justiert. Der Käse, in der Regel Parmesan oder andere Hartkäse, oder die Trüffel werden mit Hilfe des Hobels in hauchdünne Scheiben geschnitten und über die Hauptspeise gegeben.
Die Käsehobel, die in den skandinavischen Ländern zum Einsatz kommen, haben statt des verstellbaren Messers eine geschliffene Öffnung, die sich leicht biegen lässt, um die Dicke des Schnittgutes geringfügig zu variieren.
Eine besondere Form des Käsehobels ist die Girolle, die für das Schaben von Tête-de-Moine-Käse in der Schweiz verwendet wird.
Ebenfalls eine Schweizer Entwicklung ist eine schwere Holzausführung mit einstellbarer Klinge, die speziell für Hart- und Extrahartkäse geeignet ist und zum Schneiden von Hobelkäse benutzt wird.

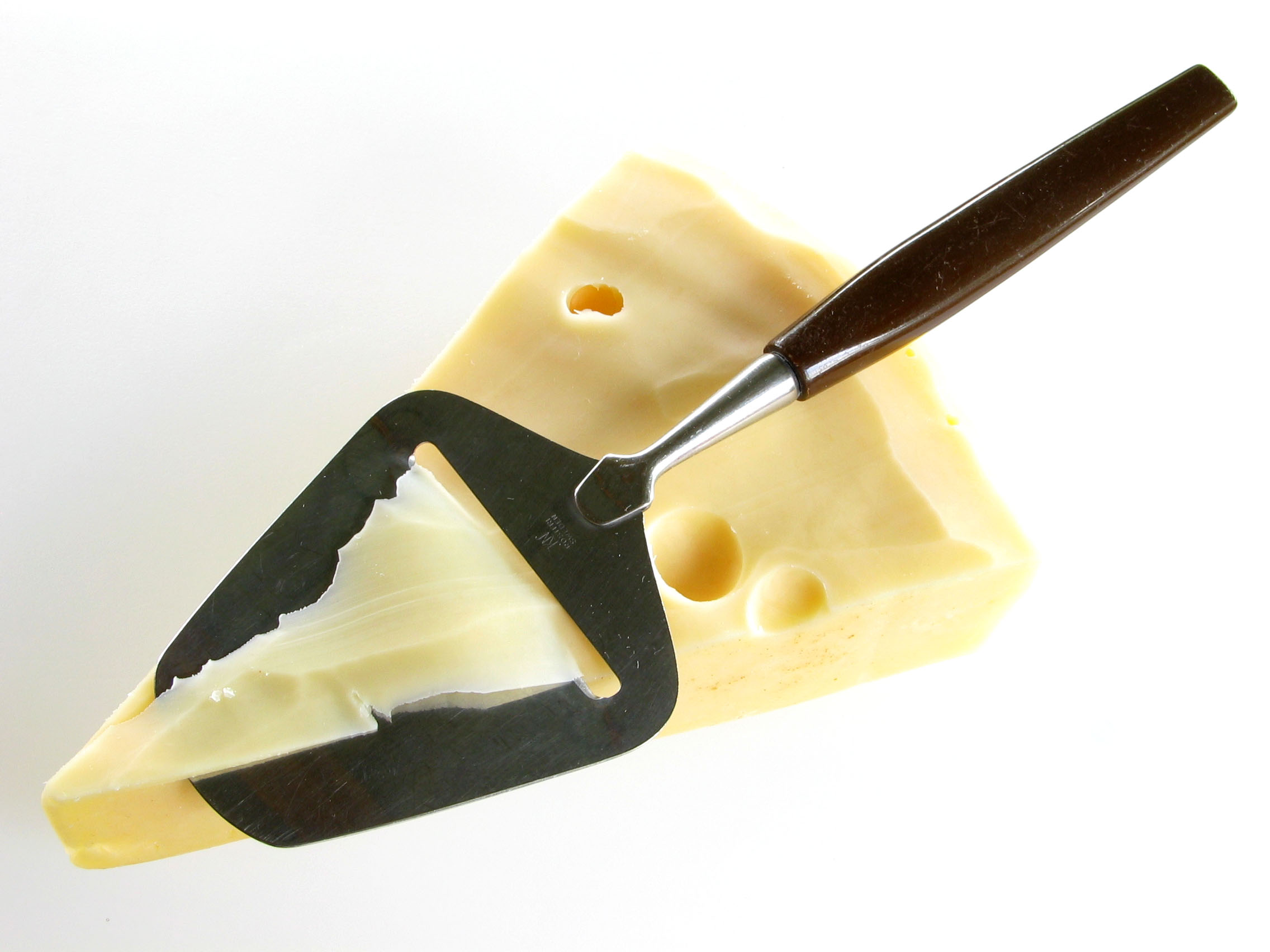
Käsehobel mit Schnittgut
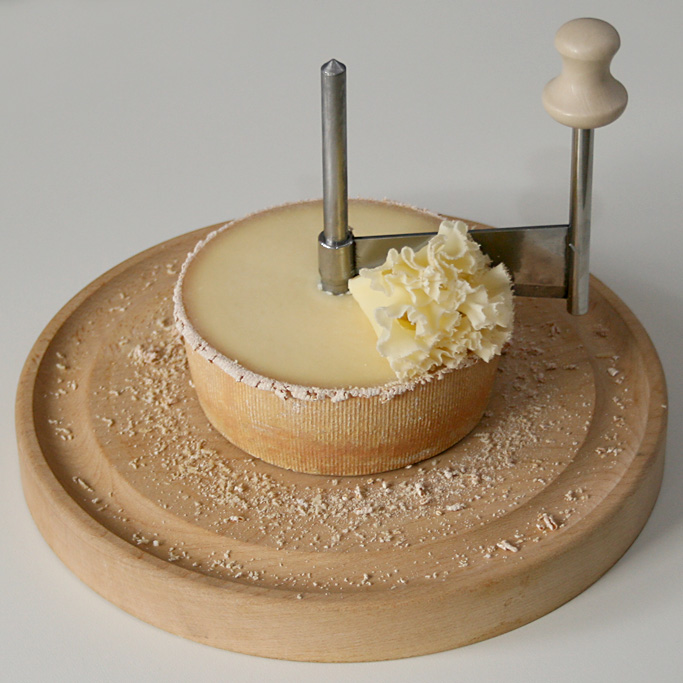
Girolle für Tête de Moine
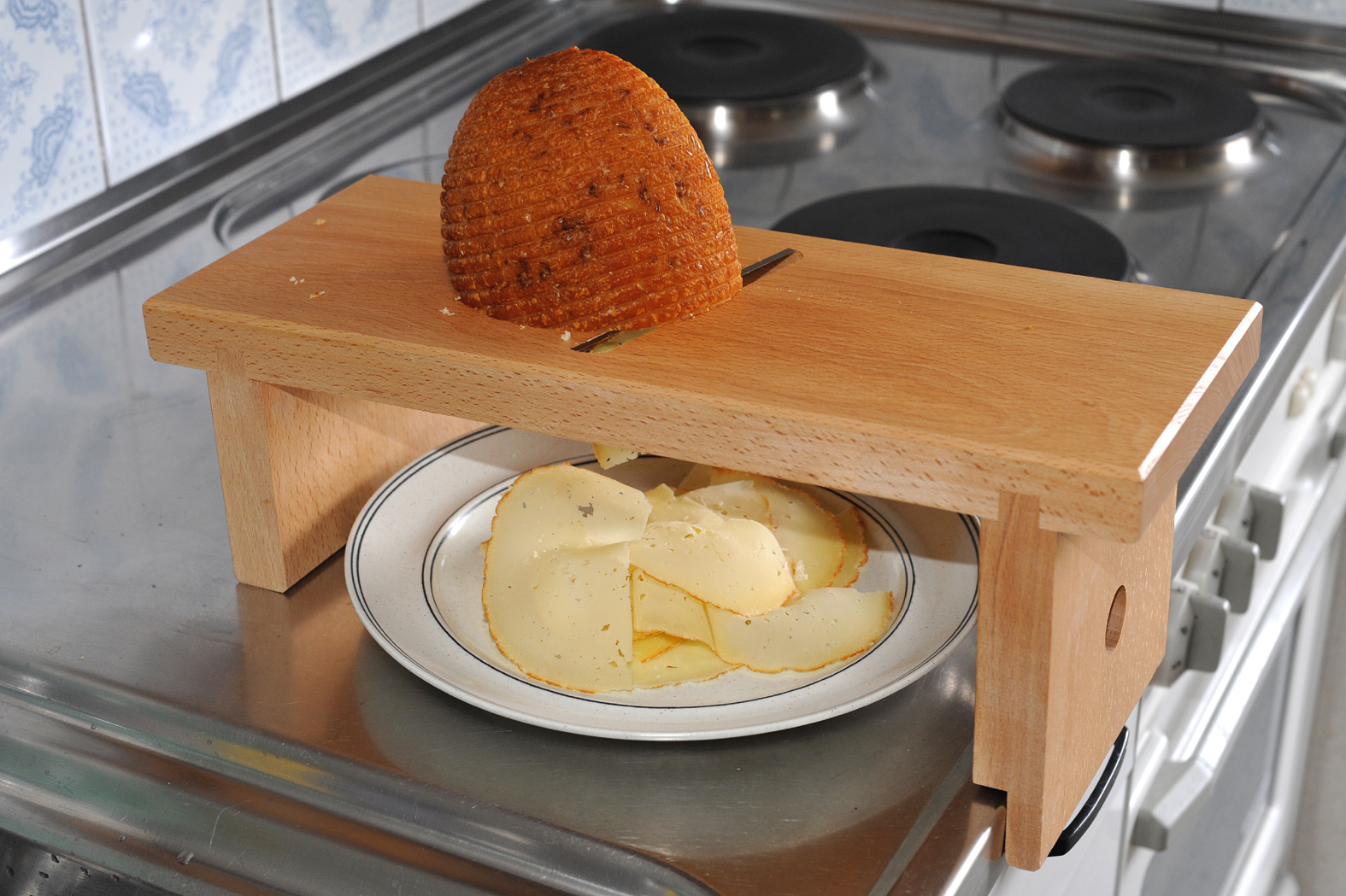
Käsehobel für Hart- und Extrahartkäse

## Wettbewerb
Seit einigen Jahren gibt es eine Weltmeisterschaft im Käsehobeln. Diese findet alle zwei Jahre jeweils in einem anderen Land statt, und die Teilnehmer kommen aus mehr als 20 Länder aus aller Welt. Einer der Gewinner war der Genter Käsemeister Callebaut Vanhaver, der die World Championships im Jahr 2017 gewann. In der Genter Innenstadt betreibt der Genannte eine Verkaufsstelle, an dessen Schaufenster sich dieser Hinweis befindet: Meester Kaasrijpers. World Champion 2017.